# 공항철도 1000호대 전동차
공항철도주식회사 1000호대 전동차(한자:空港鐵道 1000號帶 電動車)는 공항철도가 보유·운용 중인 전기 동력분산식 열차이다. 현재 총 6량 6개 편성(36량)이 운행하고 있다.

## 개요
인천국제공항철도의 직통열차로 사용되던 차량이며, 차량 제원 및 성능은 같은 회사가 사용하던 공항철도 2000호대 전동차와 동일하다. 6량 1편성 구성으로 총 6개 편성이 재적 및 사용되고 있다. 차량 번호는 서울 방면 선두차를 1호차로 순서대로 부여하여, 최후미 차량이 6호차이다.
공항철도 2000호대 전동차의 승객용 출입문에 해당하던 부분 중 차량 끝쪽의 2곳에만 출입문이 개설되어 있으며, 따라서 공항철도 2000호대 전동차의 출입문 위치에 맞추어 스크린도어가 설치된 승강장에서 여객 취급이 가능하다. 출입문은 양미닫이 형태의 플러그-인 도어이다. 객실은 2+2 배열의 리클라이닝 크로스시트로 구성된다. 4호차에는 화장실 및 세면대가 설치되어 있으며, 6호차는 객실이 16석 규모로 축소되고 나머지 공간이 도심공항터미널 이용객용 수하물 운송에 사용된다. 또한 2020년 여름 전 차량이 도색을 변경했다.
2020년, 코로나19로 인하여 운행 중단된 직통열차를 일반열차 노선에 추가 투입하여 현재 임시열차로 운행하고 있다. (평일 왕복 14회)
2022년 5월 30일부터 다시 직통열차 운행이 재개되었다.

## 배속
- 101~106편성: 용유차량사업소, 6량

## 현재 운행구간
- ● 인천국제공항철도: 서울 - 인천공항2터미널 (직통열차 한정)

## 현황
현재 운행 중인 차량은 굵은 글씨로 표시했다. 
| 차호     | 도입 시기 | 운행 중단 시기 | 비고 |
| -------- | --------- | -------------- | ---- |
| 101 편성 | 2006년    | 운행 중        |      |
| 102 편성 | 2006년    | 운행 중        |      |
| 103 편성 | 2006년    | 운행 중        |      |
| 104 편성 | 2009년    | 운행 중        |      |
| 105 편성 | 2009년    | 운행 중        |      |
| 106 편성 | 2009년    | 운행 중        |      |

## 사진

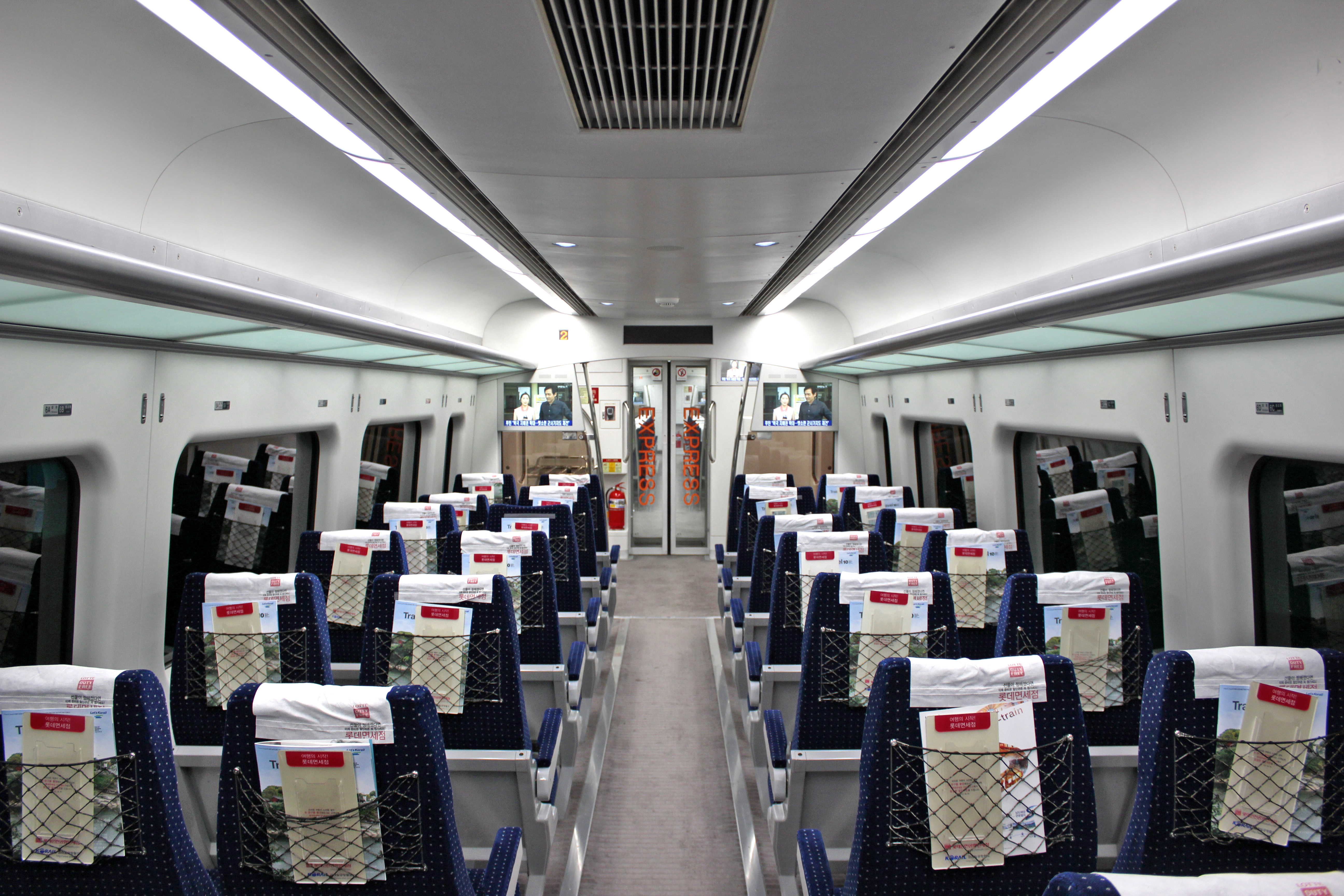
전동차 내부
공항철도 직통열차
직통열차 좌석
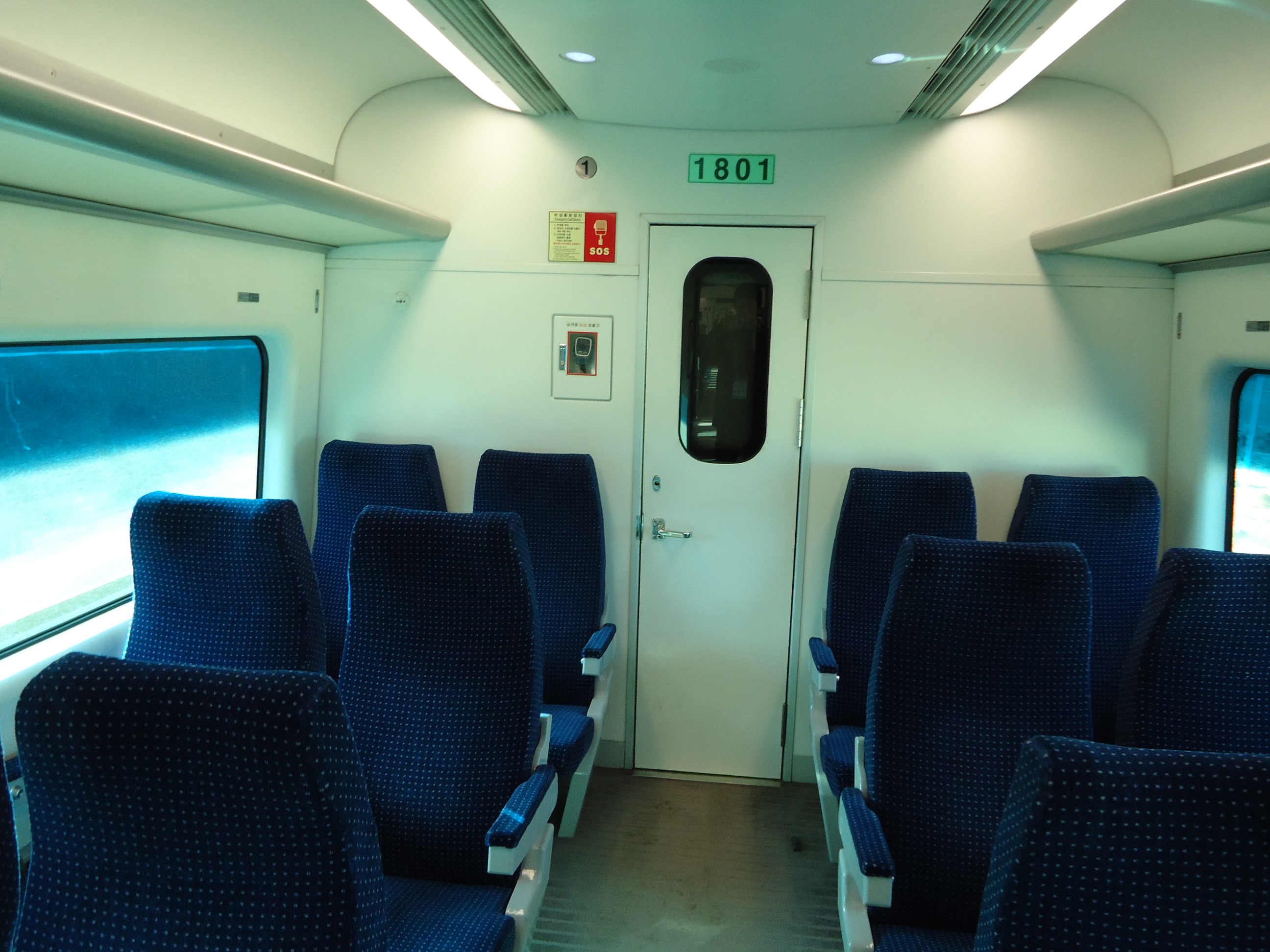
화물실 입구

## 같이 보기
- 공항철도
- 인천국제공항철도
- 공항철도 2000호대 전동차